# Negril (album)
Pour les articles homonymes, voir Negril (homonymie).

Negril est un album instrumental sorti à l’origine en 1975 après une session produite, arrangée et presque entièrement composée par Eric Gale. Certains des meilleurs musiciens jamaïcains de l’époque y ont participé.[réf. nécessaire] L’album exprime l’attachement de Gale pour la plage et la beauté de la nature de Négril, village jamaïcain en bord de mer, qui plus tard devint une destination populaire pour les touristes internationaux.[réf. nécessaire]
Negril fut enregistré au Studio Harry J à Kingston en Jamaïque. Il fut à l’origine distribué en Jamaïque par Micron Music Ltd dont le copropriétaire était le producteur exécutif Michael Johnston, et au Royaume-Uni par Klik Records. Paul Douglas, batteur sur l’album Negril, a mentionné que Gale et tous les musiciens enregistrèrent des musiques qui ne furent pas mises sur l’album.
John Masouri, auteur et critique de musique a qualifié l’album d'« un délicieux hybride de reggae, nyahbinghi, soul et jazz, avec juste une touche de calypso ajoutée pour faire bonne mesure ».

## Titres
Face A
1. Lighthouse 6:05
2. East Side, West Side 4:53
3. Honey Coral Rock 3:45
4. Negril 3:52

Face B
1. Red Ground Funk 5:17
2. Rasta 5:30
3. Negril Sea Sunset 5:38
4. I Shot the Sheriff (Bob Marley) 5:00

## Musiciens
Tel que cité sur la pochette de l'album ;
- Eric Gale - guitare, producteur, arrangements
- Peter Tosh - guitare
- Aston Barrett - basse
- Val Douglas - basse
- Keith Sterling - piano
- Richard Tee - piano
- Leslie Butler - orgue Hammond, synthétiseur
- Cedric Brooks - saxophone, percussions
- Paul Douglas - batterie
- Sparrow Martin - batterie
- Joe Higgs - percussions
- Uziah Thompson - percussions
- Michael Johnston - producteur exécutif
- Sylvan Morris - ingénieur du son
- Buddy Davidson - ingénieur du son
- Trevor Campbell - artwork